# 7. јул
7. јул (7. 7) јест 188. дан године по грегоријанском календару (189. у преступној години). До краја године има још 177 дана.

## Догађаји
- 1585 — Под притиском католичке „Свете лиге” француски краљ Анри III издао је Немирски едикт против хугенота.
- 1807 — У Тилзиту је потписан Тилзитски мир којим је завршен рат Француске и Русије, учеснице у коалицији против Наполеона.
- 1815 — Савезничке снаге (Шеста коалиција против Наполеона) ушле су у Париз након абдикације Наполеона Бонапарте.
- 1898 — САД су анектирале Хавајска острва.
- 1937 — Сукобом јапанских и кинеских трупа код моста Марко Поло близу Пекинга почео је Други јапанско-кинески рат.
- 1941 — Жикица Јовановић Шпанац је убио два жандарма у селу Бела Црква, што се узело за почетак устанка у Србији против немачке окупације.
- 1969 — Канада је службено прогласила француски језик једнак енглеском у савезној влади.
- 1978 — Након стицања независности од Уједињеног Краљевства, проглашена је држава Соломонска острва.
- 1987 — Најмање 46 Хиндуса је убијено у нападу на два аутобуса, за које су осумњичени Сики терористи.
- 1991 — Усвојена је Брионска декларација о тромесечном одлагању примене одлука о независности Словеније и Хрватске, којом се влада СФР Југославије обавезала да ће повући ЈНА из Словеније, а словеначке власти на демобилизацију словеначких трупа.
- 1994 — У Јемену је окончан двомесечни грађански рат уласком трупа Северног Јемена у главни град Јужног Јемена Аден.
- 1995 — У Београду је отворена прва подземна железничка станица.
- 2000 — Цео тираж књиге „Хари Потер и Ватрени пехар”, четвртог наставка авантура дечака мађионичара, распродат је у претплати, пре него што је изашао из штампе.
- 2001 — Након четири дана преговора САД су предале јапанским властима наредника Тимотија Вудленда, осумњиченог за силовање младе Јапанке на острву Окинава, чиме је разрешен дипломатски спор између две земље. Вудленд је касније осуђен на 32 месеца затвора. Случај је изазвао револт код житеља овог јапанског острва, на којем су 1995. године три америчка војника силовала 12-годишњу девојчицу.
- 2003 — Одлуком високог представника међународне заједнице у БиХ Педија Ешдауна замрзнути су банковни рачуни 14 особа у БиХ, међу којима су и чланови породице хашког оптуженика Радована Караџића.
- 2005 — У терористичким нападима у Лондону на возовима Лондонског метроа и једном аутобусу погинуло је 56 особа.
- 2021  —  Тероризам: Председник Хаитија, Жовенел Моиз, убијен је у нападу на његову приватну резиденцију у Порт о Пренсу. У нападу је учествовало 28 терориста, од тога је убијено 9 терориста, а њих 19 је ухапшено. Сви терористи су страни држављани, двојица ухапшених су Американци, а сви остали су Колумбијци, укључујући и оне убијене.

## Рођења
- 1752 — Жозеф Мари Жакар, француски проналазач. (прем. 1834)
- 1843 — Камило Голђи, италијански научник и лекар, добитник Нобелове награде за физиологију или медицину (1906). (прем. 1926)
- 1860 — Густав Малер, аустријски композитор и диригент. (прем. 1911)
- 1882 — Јанка Купала, белоруски књижевник. (прем. 1942)
- 1893 — Мирослав Крлежа, хрватски књижевник, драматург и енциклопедиста. (прем. 1981)[1]
- 1899 — Џорџ Кјукор, амерички редитељ. (прем. 1983)
- 1901 — Виторио Де Сика, италијански редитељ и глумац. (прем. 1974)
- 1907 — Ита Рина, југословенска глумица. (прем. 1979)
- 1907 — Роберт А. Хајнлајн, амерички књижевник, један од најутицајнијих и најпопуларнијих аутора научне фантастике. (прем. 1988)
- 1914 — Милутин Морача, учесник Народноослободилачке борбе, генерал-пуковник ЈНА, друштвено-политички радник СФРЈ и СР Босне и Херцеговине и народни херој Југославије. (прем. 2003)
- 1921 — Драгомир Фелба, српски глумац. (прем. 2006)
- 1922 — Дејан Медаковић, српски историчар уметности, писац и академик, председник САНУ (1999—2003). (прем. 2008)
- 1930 — Биљана Плавшић, српска политичарка, председница Републике Српске (1996—1998).[2]
- 1940 — Ринго Стар, енглески музичар и глумац, најпознатији као бубњар групе The Beatles.
- 1943 — Тото Кутуњо, италијански музичар. (прем. 2023)
- 1944 — Слободан Ђурић, српски глумац. (прем. 1976)
- 1946 — Миодраг Остојић, кардиолог и професор је на Медицинском факултету у Београду, редовни члан Српске академије наука и уметности.[3]
- 1958 — Алпар Лошонц, српски филозоф и академик. Дописни је члан састава Српске академије науке и уметности.[4]
- 1970 — Ерик Цабел, немачки бициклиста.
- 1972 — Лиса Лесли, америчка кошаркашица.
- 1976 — Беренис Бежо, француско-аргентинска глумица.
- 1978 — Илија Столица, српски фудбалер и фудбалски тренер.
- 1979 — Јан Херних, чешки тенисер.
- 1981 — Омар Набер, словеначки певач.
- 1989 — Никола Марковић, српски кошаркаш.
- 1990 — Ли Ади, гански фудбалер.

## Смрти
- 1307 — Едвард I, енглески краљ (1272—1307), освојио Ирску, Велс и Шкотску. (рођ. 1239)
- 1572 — Сигисмунд II Август, последњи пољски краљ из династије Јагелонаца (1548—1572). (рођ. 1520)
- 1816 — Ричард Бринсли Шеридан, ирски драмски писац и политичар. (рођ. 1751)
- 1915 — Благоје Бранчић, српски песник и преводилац. (рођ. 1860)[5]
- 1930 — Артур Конан Дојл, енглески писац, творац славног детектива Шерлока Холмса. (рођ. 1859)[6]
- 1935 — Сима Лозанић, српски хемичар, први ректор Београдског универзитета (1905—1906) и председник Српске краљевске академије (1899—1900 и 1903—1906). (рођ. 1847)
- 1965 — Моше Шарет, други Премијер Израела (1953—1955). (рођ. 1894)
- 1973 — Макс Хоркхајмер, немачки филозоф и социолог. (рођ. 1895)
- 2000 — Никола Херцигоња, југословенски композитор и музиколог.
- 2006 — Сид Барет, енглески музичар, један од оснивача рок групе Пинк Флојд. (рођ. 1946)
- 2014 — Бора Тодоровић, српски глумац (рођ. 1930)
- 2014 — Едуард Шеварнадзе, совјетски и грузијски политичар (рођ. 1928)
- 2014 — Алфредо ди Стефано, аргентински и шпански фудбалер и фудбалски тренер (рођ. 1926)
- 2021 — Жовенел Мојс, 42. председник Хаитија

## Празници и дани сећања
- Српска православна црква слави:
  - Рођење светог Јована Крститеља
  - Светог Никиту — епископа ремесијанског
  - Свете мученике Орентија, Фарнакија, Ероса, Фирмоса, Фирмина, Киријака и Лонгина
  - Дан државности на Соломонским острвима
- Светски дан чоколаде